# Asia Rugby U19 Division 1 2013
El Asia Rugby U19 Division 1 del 2013 fue una edición del torneo de segunda categoría juvenil que organizó Asian Rugby Football Union, hoy Asia Rugby
El certamen se desarrolló entre tres competidores en formato de todos contra todos en Kaohsiung, Taiwán.

## Equipos participantes
- Selección juvenil de rugby de Singapur
- Selección juvenil de rugby de Sri Lanka
- Selección juvenil de rugby de Tailandia

## Posiciones
| Pos. | Equipo    | Encuentros | Encuentros | Encuentros | Encuentros | Tantos  | Tantos    | Tantos     | Puntos |
| Pos. | Equipo    | jugados    | ganados    | empatados  | perdidos   | a favor | en contra | diferencia | Puntos |
| ---- | --------- | ---------- | ---------- | ---------- | ---------- | ------- | --------- | ---------- | ------ |
| 1    | Sri Lanka | 2          | 2          | 0          | 0          | 55      | 20        | + 35       | 9      |
| 2    | Singapur  | 2          | 1          | 0          | 1          | 24      | 38        | - 14       | 4      |
| 3    | Tailandia | 2          | 0          | 0          | 2          | 27      | 48        | - 21       | 1      |

## Resultados
| 14 de agosto | Sri Lanka | 24 - 20 | Tailandia |  |  |

| 15 de agosto | Singapur | 24 - 7 | Tailandia |  |  |

| 17 de agosto | Sri Lanka | 31 - 0  | Singapur |  |  |
|              |           | Reporte |          |  |  |

| Bandera de Sri Lanka |
| Campeón Sri Lanka    |
|                      |